# Serração

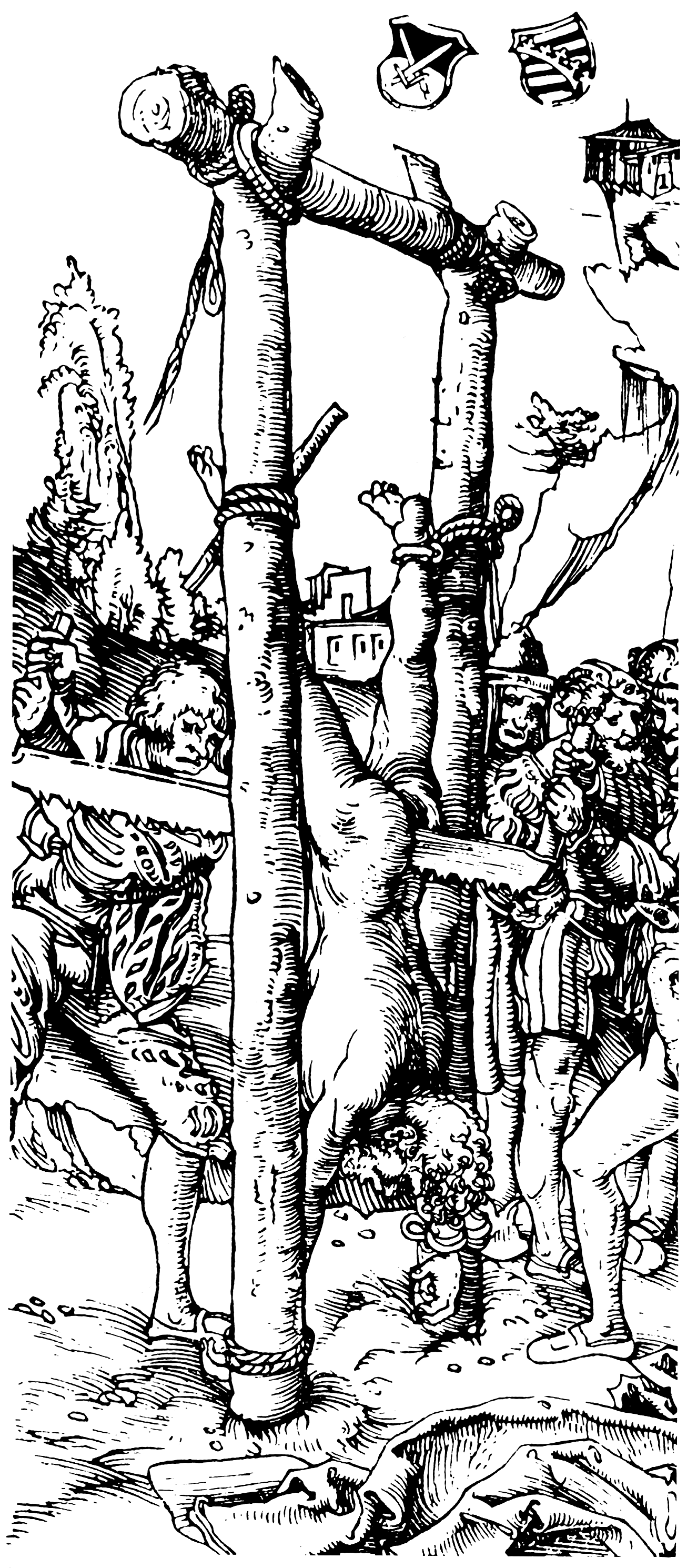
Execução por serração, desenho de Lucas Cranach o Velho.

Serração é uma maneira das variadas formas de pena de morte, onde a pessoa era colocada de cabeça para baixo e era serrada ao meio, começando no ânus. Era colocada nessa posição pois além de perder pouco sangue, o cérebro ficava bastante oxigenado, o que permitia que a vítima tivesse uma morte demorada, e com muito sofrimento. As vítimas geralmente só desmaiavam e morriam quando o serrote chegava no umbigo. 